# Balanceo de señal eléctrica
El balanceado de señal eléctrica es una técnica por la cual se pueden eliminar ruidos de una determinada señal eléctrica. Además aumenta la ganancia si se trata, por ejemplo, de una corriente alterna como la señal proveniente de un instrumento musical. En la práctica se usa sobre todo en conciertos musicales para poder cubrir largas distancias sin que las ondas electromagnéticas alteren la señal en forma de ruido.

## Funcionamiento
A priori la técnica del balanceado no es muy compleja, de hecho, se basa en una teoría la cual explica que cualquier señal que pase por un conductor será susceptible de ser modificada por ruidos electromagnéticos. El balanceado de señal consiste en una inversión en fase de una corriente alterna en la salida de un dispositivo compatible con esta técnica. Dicha señal invertida en fase se transmite por un conductor al mismo tiempo que lo está haciendo la señal original. Además, se precisa de un tercer conductor para hacer de masa. En el dispositivo receptor de la señal se invierte en fase nuevamente la que ya estaba invertida previamente, con lo que se aumenta la ganancia en primer lugar y, en segundo, se eliminan los ruidos al sumar dichas interferencias invertidas en fase.
- Datos: Q2708162
- Multimedia: Balanced lines / Q2708162